# زاوية بيتا
زاوية بيتا هي مقياس يُستخدم بشكل خاص في رحلات الفضاء المدارية. تحدد زاوية بيتا النسبة المئوية للوقت الذي يقضيه القمر الصناعي في مدار أرضي منخفض (إل إي أوه) تحت ضوء الشمس المباشر ليمتص الطاقة الشمسية. تُعرف زاوية بيتا على أنها تلك الزاوية بين المستوى المداري للقمر الصناعي والمتجه نحو الشمس. زاوية بيتا هي أصغر زاوية بين متجه الشمس ومستوى مدار الجسم. لا تحدد زاوية بيتا مستوً مداريًا فريدًا؛ فجميع الأقمار الصناعية في المدار بزاوية بيتا معينة على ارتفاع معين تتعرض للشمس بنفس الدرجة، على الرغم من أنها قد تدور في مستويات مختلفة تمامًا حول الأرض.
تتراوح زاوية بيتا بين 90+ و90- درجة، ويحدد الاتجاه الذي يدور فيه القمر الصناعي حول جرمه الأساسي ما إذا كانت إشارة زاوية بيتا موجبة أو سالبة. يعرّف مراقب وهمي يقف على الشمس زاوية بيتا على أنها موجبة إذا كان القمر الصناعي المعني يدور عكس عقارب الساعة وسالبة إذا كان يدور مع عقارب الساعة. عند زاوية بيتا تساوي 0، يقضي القمر الصناعي أقصى وقت ممكن في ظل الأرض في إل إي أوه. يقضي القمر الصناعي في مثل هذا المدار ما لا يقل عن 59% من فترته المدارية تحت ضوء الشمس.

## الضوء والظل
تُحدد درجة التظليل المداري لجسم ما في إل إي أوه من خلال زاوية بيتا لهذا الجسم. يتمتع الجسم بزاوية بيتا أولية تساوي 0 درجة إذا أُطلق نحو مدار أولي بزاوية ميل متممة لزاوية ميل الأرض مع مسير الشمس. يسمح هذا للجسم بقضاء أكبر قدر ممكن من فترته المدارية في ظل الأرض، ما يؤدي لامتصاص منخفض جدًا للطاقة الشمسية. عند مدار منخفض على ارتفاع 280 كيلومتر، يتعرض الجسم لضوء الشمس في 59% من مداره (نحو 53 دقيقة في ضوء الشمس، و37 دقيقة في الظل.) على الطرف الآخر، يتمتع الجسم بزاوية بيتا تساوي 90 درجة إذا أُطلق نحو مدار موازٍ لخط الغلس، ويتعرض الجسم لضوء الشمس في جميع الأوقات. مثال على ذلك هو إطلاق جسمٍ نحو مدار قطبي يبدأ عند الفجر أو الغسق المحلي أثناء الاعتدال الشمسي. يمكن التحكم بزاوية بيتا لإبقاء الأقمار الصناعية باردةً قدر الإمكان (كما هو الحال مع الأجهزة التي تتطلب درجات حرارة منخفضة، مثل كاميرات الأشعة تحت الحمراء) عن طريق الحفاظ على زاوية بيتا قريبة من الصفر قدر الإمكان، أو يمكن إبقاء الأقمار الصناعية في ضوء الشمس لأطول فترة ممكنة (لتحويل ضوء الشمس إلى طاقة كهربائية من خلال الألواح الشمسية، ومن أجل الحفاظ على الاستقرار الشمسي لأجهزة الاستشعار، أو لدراسة الشمس) من خلال الحفاظ على زاوية بيتا قريبة من 90+ أو 90- درجة قدر الإمكان.

## أهميتها في رحلات الفضاء
عندما كان مكوك الفضاء يُطلق في مهام نحو محطة الفضاء الدولية، كانت زاوية بيتا لمدار المحطة الفضائية عاملًا مهمًا؛ كانت الفترات التي يشار إليها باسم «انقطاع بيتا»، والتي تعذر خلالها إطلاق المكوك بأمان إلى محطة الفضاء الدولية، وذلك نتيجةً لزاوية بيتا الخاصة بمحطة الفضاء الدولية في تلك الأوقات. عندما كان المكوك في وضع التحليق (أي قبل التحامه بمحطة الفضاء الدولية) وبزاوية بيتا أكبر من 60 درجة، فقد كان يبدأ وضع «المشواة»، ليدور ببطء حول المحور السيني الخاص به (المحور الممتد من مقدمته إلى ذيله)، لأسباب تتعلق بالتنظيم الحراري. بالنسبة للرحلات المتجهة إلى محطة الفضاء الدولية، يمكن أن يُطلق المكوك أثناء انقطاع ببيتا لمحطة الفضاء الدولية إذا كانت زاوية بيتا للمحطة أقل من 60 درجة عند التحامها مع المكوك، وطوال مرحلة الالتحام. لذلك، أثرت مدة المهمة على توقيت الإطلاق عندما كانت تواريخ انقطاع بيتا تقترب.